# Kamarazene
A kamarazene (olaszul: musica da camera 'házimuzsika', az olasz camera 'szoba' szóból) olyan zeneművek és zenei műfajok gyűjtőneve, amelyekben egynél több, de (általánosan elfogadott minősítés szerint) 10-12-nél kevesebb zenész játszik. Általános értelemben véve társas muzsikálást jelent. A fogalom kiterjesztéseként a kisebb létszámú zenekarokat és énekkarokat is szokás (a nagyobb együttesektől való megkülönböztetésül) kamarazenekarnak, illetve kamarakórusnak nevezni.

## Szokásos összeállítások
A különböző összetételű énekes és hangszeres kamarazenei összeállítások szokásos elnevezések a klasszikus zenében és a dzsesszben az alábbiak:
Tíz főnél kevesebb hangszeres előadó esetén:
- két hangszeres esetén duó
- két énekes esetén duett
- három hangszeres esetén trió
- három énekes esetén tercett
- négy előadó esetén kvartett vagy -négyes
- öt előadó esetén kvintett vagy -ötös
- hat előadó esetén szextett vagy -hatos
- hét előadó esetén szeptett vagy -hetes
- nyolc előadó esetén oktett
- kilenc előadó esetén nonett

Tíz vagy annál több hangszeres előadó esetén:
- kb. 10-15 fő esetén kamaraegyüttes vagy ensemble
- kb. 15-30 fő esetén kamarazenekar
- illetve a dzsesszben kb. 10 főtől: big band, a szórakoztató vagy tánczenében: szalonzenekar

tíz vagy annál több énekes előadó esetén (de akár már nyolc főtől)
- kb. 20 fő alatt kamarakórus

## Kamarazenei műfajok

### Triószonáta
Barokk műfaj. Előadóegyüttese: két szólóhangszer (pl. hegedű, fuvola, oboa, ritkábban viola da gamba, cselló) és continuo. A continuo szólamot a barokk kor szokásának megfelelően basszus dallamhangszer (pl. cselló, viola da gamba, violone, fagott) és akkordhangszer (pl. csembaló, klavichord, orgona, regál, lant, gitár, teorba) játszhatja, bár előbbi igen ritkán el is maradhat a triószonáta esetén. Így előadóegyüttese - a neve által sugallttal ellentétben - nem három, hanem négy hangszeresből áll.

### Szonáta
A szólóhangszerre és continuóra vagy szólóhangszerre és zongorára írt szonátákat a kamarazenéhez soroljuk.

### Vonósnégyes
A bécsi klasszika és az azt követő zenetörténeti korszakok egyik legfontosabb kamarazenei műfaja. Előadóegyüttese: két hegedű (első és második hegedű), brácsa és cselló.

### Vonóstrió, zongorás trió
A bécsi klasszikában kialakult műfajok. Előadóegyüttesük:
- vonóstrió: két hegedű és cselló; vagy hegedű, brácsa és cselló
- zongorás trió: hegedű, cselló, zongora.

### Fúvósötös
A vonósnégyes fúvós testvérműfaja. Hangszerei: fuvola, oboa, klarinét, fagott, kürt.

### Más összeállítások
- zongoranégyes
- zongoraötös
- rézfúvós kvintett
- vonósötös
- vonós szextett
- vonós szeptett